# 吉永護
吉永 護（よしなが まもる、1973年11月16日 - ）は、茨城県出身の元騎手・現調教助手。
父は元騎手で元調教師の吉永正人、母は正人の最初の妻であり（1974年死去）、作家の吉永みち子は継母にあたる。元騎手の吉永良人は叔父（正人の実弟）。

## 来歴
小学校入学の頃から父の騎乗姿に憧れ、中学3年の時には騎手を目指す。1989年に競馬学校騎手課程第8期生として入学し、同期には後藤浩輝・上村洋行・小林淳一・高橋康之・橋本美純・横山義行・菊沢隆仁がいる。1990年にはアイネスフウジンが逃げ切った第57回東京優駿を見学したが、競馬学校から電車で来ると、とにかく観客の数に驚かされた。パドックではどの馬が格好いいなどファン目線での話をしながら、ダービーに乗る先輩騎手の一挙手一投足を見ていた。レースはゴール前の厩舎関係者席で観戦し、ファンファーレと共に地鳴りのような歓声が響き、夢中で見ていたダービーはあっという間に終わった。満員のスタンドから「ナカノコール」が沸きおこると、吉永ら8人は言葉を失い、ただ圧倒されていた。
1992年に美浦・元石孝昭厩舎からデビューし、3月1日の中山第2競走4歳未勝利・メローマインド（11頭中9着）で初騎乗を果たすと、同21日の中山第1競走4歳未勝利を父・正人の管理馬モールドゾーリンで逃げ切って初勝利を挙げ、翌22日の中山第12競走4歳以上900万下・メロンパワーで逃げ切って初の2日連続勝利をマーク。12月12日の中山第4競走3歳新馬を16頭中15番人気のコバノフラッシュで逃げ切り、翌13日の中山第12競走4歳以上900万下を13頭中10番人気の初勝利馬モールドゾーリンで勝ち、2日連続馬連万馬券で2度目の2日連続勝利を飾る。初年度から10勝を挙げ、2001年まで10年連続2桁勝利を記録。デビューしてすぐの頃に、吉永とほぼ同世代の他のスポーツ選手と共にセコム上信越のラジオCMに出演したが、そのCMは何年経っても作り直されず、数年経ってもそのCMの中では吉永の年齢は18歳のままであった。
2年目の1992年は初勝利から丁度1年が経った3月21日に日経賞・メロンパワーで重賞初騎乗を果たし、3コーナーまでライスシャワー・シャコーグレイド・アイルトンシンボリ・エイシンテネシー・イクノディクタス・カリブソングら実力馬を引き連れて逃げる見せ場を作ったが、4コーナーからは失速して11着に沈む。セイユウ記念ではヤマエーエンゼルに騎乗してシゲルホームランの3着に入った。
1996年には自己最多の21勝をマークし、1998年8月8日の新潟第4競走4歳未勝利・アペックスプライドで通算100勝を達成。
重賞勝ちは無かったが、2000年には共同通信杯4歳ステークスでジーティーボスに騎乗。ラガーレグルスがゲートで膠着する波乱の展開で、ゴールでは3頭が並ぶ激戦となり、イーグルカフェとアタマ差2着となる。七夕賞ではケイエムチェーサーで軽量49kgを活かして逃げ、ダイワテキサス・スエヒロコマンダー・オースミブライトを封じて2着に粘る。2002年には4月から6月にかけてオーストラリアに遠征し、最高成績は初騎乗の3着であった。帰国後の2003年には東京新聞杯でカオリジョバンニに騎乗し、ローエングリンとクビ差3着であった。
2004年10月に師匠の元石が死去したため河野通文厩舎に移籍し、2005年1月21日からはフリーとなる。
2008年10月5日の札幌第4競走3歳未勝利を16頭中13番人気シャイニーカフェで勝ったのが最後の勝利となり、12月31日引退  。同28日の中山第6競走3歳以上1000万下・イチライタッチ（15頭中10着）が最終騎乗であった。
引退後は小島太厩舎の調教助手 となり、小島の定年後の2018年3月より和田勇介厩舎所属となる。

## 主な騎乗馬
- ジーティーボス（2000年共同通信杯4歳ステークス2着）
- ケイエムチェーサー（2000年七夕賞2着）
- コウセイカズコ（2006年ひまわり賞）
- アルコセニョーラ